# Daylight (bài hát của Maroon 5)
"Daylight" là bài hát của ban nhạc pop rock Mỹ Maroon 5. Bài hát đã được phát hành làm đĩa đơn thứ ba từ album phòng thu thứ tư của nhóm, Overexposed (2012). Bài hát được sáng tác bởi Adam Levine, Max Martin, Sam "SAMM" Martin và Mason "MdL" Levy, và do Levine, Martin và MdL sản xuất.
Ca khúc nhận được những đánh giá khác nhau từ các nhà phê bình âm nhạc. Một số nhận xét rằng phần cuối đoạn điệp khúc có ảnh hưởng bởi Coldplay. Ca khúc đã lọt vào bảng xếp hạng ở nhiều quốc gia sau khi phát hành, lọt vào top 40 ở Canada, Hà Lan, Hoa Kỳ, New Zealand và Úc. Nó đã được thể hiện trong Overexposed Tour. Levine đã phát biểu nhiều lần rằng đây là bài hát yêu thích của anh trong cả album.
Ca khúc được biểu diễn lần đầu trong The Voice Mỹ ngày 8 tháng 11 năm 2012. Bài hát cũng đã được biểu diễn trong The Ellen DeGeneres Show ngày 12 tháng 11 năm 2012 và trong Saturday Night Live ngày 18 tháng 11 năm 2012 cùng với "One More Night".

## Video âm nhạc

Video âm nhạc bao gồm hàng trăm video do các fan hâm mộ gửi đến cho Maroon 5 hát theo lời bài hát và tâm sự, chia sẻ những câu chuyện của bản thân.

Ngày 18 tháng 9 năm 2012, nhóm thông báo trên website của mình: "Chúng tôi cần sự giúp đỡ của các bạn cho video âm nhạc tới. Chúng tôi cần các bạn ghi lại và chia sẻ câu chuyện của BẠN, và đoạn phim đó sẽ có thể được chọn xuất hiện trong video cho đĩa đơn thứ ba của chúng tôi, 'Daylight', do Jonas Akerlund đạo diễn." Levine nói, "Cũng như việc chúng ta khác nhau, có những câu chuyện mang chúng ta lại gần nhau, truyền cảm hứng và cho mọi người thấy điều gì là quan trọng ngày nay. Với video ngày, chúng tôi sẽ trình diện thế giới ngày nay và hơn thế nữa, tạo ra một thứ còn hơn cả một video âm nhạc." Họ cũng đã lập ra một website với tên "Daylight Project" để người hâm mộ có thể gửi những video của mình. Video đã được phát hành ngày 10 tháng 12 năm 2012, trong video người hâm mộ chia sẻ những điều họ thích, ghét, những câu chuyện riêng của họ.

## Đội ngũ thực hiện
Địa điểm thu âm
- Thu âm - Conway Studios, (Los Angeles, California)
- Phối tại – MixStar Studios, (Virginia Beach, Virginia)

Đội ngũ thực hiện
- Sáng tác – Adam Levine, Mason Levy, Max Martin, SAMM
- Nhà sản xuất – Adam Levine, MdL, Max Martin
- Backing vocals – Brie Larson, Max Martin, Mickey Madden, Savannah Buffet
- Trống – MdL, Shellback, Matt Flynn
- Engineer (trợ lý cho phối âm) – Phil Seaford
- Engineer (trợ lý) – Eric Eylands
- Engineer (for mix) – John Hanes
- Ghita (phụ), vocals (phụ), keyboards (phụ) – Max Martin
- Phối bởi – Serban Ghenea
- Guitar (trưởng) - James Valentine
- Bass - Mickey Madden
- Programmed by (additional) – Max Martin, Shellback
- Programmed by, keyboards – MdL
- Thu âm bởi – Noah "Mailbox" Passovoy

Danh sách trên lấy từ ghi chú album Overexposed, A&M/Octone Records.

## Bảng xếp hạng, chứng nhận và doanh số
| Bảng xếp hạng (2012–13)                         | Vị trí cao nhất |
| ----------------------------------------------- | --------------- |
| Úc (ARIA)                                       | 19              |
| Áo (Ö3 Austria Top 40)                          | 35              |
| Bỉ (Ultratip Flanders)                          | 8               |
| Bỉ (Ultratip Wallonia)                          | 13              |
| Brazil (Billboard Brasil Hot 100)               | 47              |
| Brazil Hot Pop Songs                            | 10              |
| Canada (Canadian Hot 100)                       | 5               |
| Cộng hòa Séc (Rádio Top 100)                    | 11              |
| Pháp (SNEP)                                     | 74              |
| Trường songid là BẮT BUỘC CHO BẢNG XẾP HẠNG ĐỨC | 75              |
| Iceland (Tonlist)                               | 10              |
| Ireland (IRMA)                                  | 37              |
| Israel (Media Forest)                           | 7               |
| Ý (FIMI)                                        | 18              |
| Lebanon (The Official Lebanese Top 20)          | 8               |
| Mexico Top Anglo (Monitor Latino)               | 7               |
| Hà Lan (Dutch Top 40)                           | 29              |
| New Zealand (Recorded Music NZ)                 | 11              |
| Slovakia (Rádio Top 100)                        | 38              |
| Hàn Quốc (GAON)                                 | 5               |
| Thụy Sĩ (Schweizer Hitparade)                   | 53              |
| Anh Quốc (OCC)                                  | 63              |
| Ukraine (FDR)                                   | 31              |
| Hoa Kỳ Billboard Hot 100                        | 7               |
| Hoa Kỳ Pop Airplay (Billboard)                  | 1               |
| Hoa Kỳ Adult Pop Airplay (Billboard)            | 1               |
| Hoa Kỳ Adult Contemporary (Billboard)           | 2               |

| Quốc gia                                                                           | Chứng nhận | Số đơn vị/doanh số chứng nhận |
| ---------------------------------------------------------------------------------- | ---------- | ----------------------------- |
| Úc (ARIA)                                                                          | Bạch kim   | 70.000^                       |
| Ý (FIMI)                                                                           | Vàng       | 15.000*                       |
| New Zealand (RMNZ)                                                                 | Vàng       | 7.500*                        |
| Hoa Kỳ (RIAA)                                                                      | Bạch kim   | 1.000.000^                    |
| * Chứng nhận dựa theo doanh số tiêu thụ. ^ Chứng nhận dựa theo doanh số nhập hàng. |            |                               |

| Bảng xếp hạng (2013)      | Vị trí |
| ------------------------- | ------ |
| Canada (Canadian Hot 100) | 22     |
| Hoa Kỳ Billboard Hot 100  | 35     |